# ATP Challenger Kerrville
Der ATP Challenger Kerrville (offiziell: USTA Championships of Kerrville) war ein Tennisturnier, das 2001 einmal in Kerrville, Texas, stattfand. Es gehörte zur ATP Challenger Tour und wurde im Freien auf Hartplatz gespielt.

## Liste der Sieger

### Einzel
| Jahr | Sieger   | Finalgegner | Ergebnis      |
| ---- | -------- | ----------- | ------------- |
| 2001 | Alex Kim | Mardy Fish  | 6:3, 3:6, 6:4 |

### Doppel
| Jahr | Sieger                       | Finalgegner              | Ergebnis       |
| ---- | ---------------------------- | ------------------------ | -------------- |
| 2001 | Brandon Hawk Robert Kendrick | Mardy Fish Jeff Morrison | 6:3, 6:77, 6:3 |